# 350-е годы
350-е (три́ста пятидеся́тые) го́ды по юлианскому календарю — промежуток времени с 1 января 350 года по 31 декабря 359 года, включающий 350 год 5-го десятилетия   и с 351 по 359 годы    6-го десятилетия IV века 1-го тысячелетия.  Они закончились 1666 лет назад.

## Важнейшие события
- Магн Магненций[1][2][3] в результате заговора узурпировал власть в западной части Римской империи (350). В результате гражданской войны (350—353) с восточной частью победу одержал Констанций II, ставший единовластным правителем Римской империи.
- Вторжение алеманнов в Галлию (356—360). Битва при Аргенторате (357) — победа римлян над самым крупным германским ополчением за IV век.
- Персия, отразив вторжения среднеазиатских племён (350—358) и заручившись их военной поддержкой, возобновляет успешную войну с Римской империей (358—363). Осада Амиды (359).

## Государственные деятели
- Шапур II — царь Персии (309—379).
- Аршак II — царь Великой Армении (350—367).